# Lisuart und Dariolette
Lisuart und Dariolette, oder Die Frage und die Antwort (Lisuart och Dariolette, eller Frågan och Svaret) är en 'romantisch-comische Oper' med musik av Johann Adam Hiller.
Librettot skrevs av Daniel Schiebeler efter La fée Urgèle ou Ce qui plaît aux dames av Charles Simon Favart, som i sin tur bygger på The Wife of Bath's Tale av Geoffrey Chaucer.

## Uppförandehistorik
Operan hade premiär i en två-aktsversion på Rannstädtertor Theater i Leipzig den 25 november 1766. En reviderad version i tre akter gavs den 7 januari 1767.

## Personer
| Roller                       | Stämma | Premiärbesättning den 25 november 1766 Dirigent: Johann Adam Hiller |
| ---------------------------- | ------ | ------------------------------------------------------------------- |
| Drottning Ginevra av England | sopran |                                                                     |
| Dariolette, hennes dotter    | sopran |                                                                     |
| Lisuart, en riddare          | tenor  |                                                                     |
| Derwin, hans väpnare         | bas    |                                                                     |

## Handling
Drottning Ginevra av England skickar riddaren Lisuart att leta efter hennes försvunna dotter Dariolette. I sin jakt måste Lisuart besvara frågan: "Vad skänker kvinnorna mest glädje?"